# Государственный архив Томской области
Госуда́рственный архи́в То́мской о́бласти (ГАТО) (в составе АУ ТО — Архивного управления Томской области) — архив, одно из наиболее крупнейших сибирских хранилищ исторических документов Российской истории, ведущий территориальный орган по организации и ведению архивного дела.

## История
Первооткрывателем в деле изучения архивов новых Российских территорий, бывшего Сибирского царства был известный российский историограф немецкого происхождения, основоположник российской исторической школы Герард Фридрихович Миллер (1705—1783). Дважды он приезжал в Томск — в 1734 и 1740 — им предпринимались описи архивных дел присоединившихся к Русскому государству южно-сибирских просторов, располагавшихся от Иртыша на западе, до Енисея, Ангары и далее — на востоке. Миллер констатировал беспорядок в архивных делах воеводской канцелярии и других присутственных местах. Последующие ревизии архива магистрата (1780, 1787, 1800) также нашли документы в бессистемности. Архивы Томские также неоднократно горели. С образованием в 1804 года в Томской губернии были созданы губернские учреждения, каждое из которых стало вести свой собственный архив.
В феврале 1828 года Томскому губернскому правлению было предложено создать новый общий губернский архив. 17 декабря 1837 года были высочайше утверждены штаты для чиновников Томской губернии. В составе губернского правления предусматривались должности губернского архивариуса и его помощника. Реорганизованный Губернский архив начал действовать 15 июля 1839 года.
Историки томского архива указывают:
…В архиве хранились документы губернского правления и общего губернского управления, губернского прокурора и стряпчих, Томского окружного суда, губернской строительной комиссии, Томской казенной палаты, губернской врачебной управы. Чиновники губернского управления контролировали постановку архивного дела в окружных и городских учреждениях. Архивы ведомственных учреждений находились вне компетенции губернского управления. Губернский архив носил утилитарный характер, обслуживал делопроизводство присутственных мест. Дела десятилетнего срока хранения подвергались экспертизе ценности и передавались на уничтожение. С этой целью создавались специальные комиссии, которые должны были собираться ежегодно. Фактически, они создавались гораздо реже, и губернский архив был переполнен документами. К 1890 году в нём хранилось 320 тысяч дел…
В 1890—1896 годах по распоряжению губернатора Т. А. Тобизена в Томске действовала комиссия по разбору и уничтожению архивных дел, списавшая около 200 тысяч дел. Одновременно была предпринята попытка создать исторический архив: в 1884 году губернатор И. И. Крассовский обращался с просьбой об открытии такового и создании учёной архивной комиссии к директору Санкт-Петербургского историко-архивного института Н. В. Калачеву. Ему было отказано в виду отсутствия средств. Учёная архивная комиссия была создана в Томске только в 1915 году. В годы революции (переворота) 1917 года и последующей гражданской войны были утрачены многие документы: полностью — архивы Томской духовной семинарии, епархиального женского училища, музыкального училища, частично — технологического института, Сибирского университета, казённой палаты и другие. Архивные фонды тогда часто расхищались, бумага (в том числе для курильных самокруток) продавалась на аукционах, часть архивов оказались бесхозными, их позднее находили на разных чердаках и в подвалах старинных зданий. Установившаяся в 1920 году советская власть вновь начала ведение архивных дел. В марте — июне 1920 года было создано и приступило к работе Губернское управление архивных дел с архивохранилищем при нём (в дальнейшем — Государственный архив Томской области, ГАТО). Ведомственная собственность на архивы отменялась. Положение усугублялось фактическим переносом большевиками архивной столицы томского сибирского края (документы территории от Тобольска до Алтая и Китая, от Иртыша до Иркутска). Первоначально власть в Сибири концентрировалась в омской ревтройке — в Сибревкоме. При ликвидации центров интеллигентского вольнодумия в Сибири в обмен на новые пролетарские центры, документация изымалась из университета, храмов, канцелярий и вывозилась в партийно-пролетарские города Тюмень, Омск, Новониколаевск, Красноярск… При ликвидации в 1925 году Томской губернии основные фонды сибирской исторической документации и архивов к началу 1940-х годах были в целом высланы в ведомство партийных органов вновь созданного Сибирского края (затем — Запсибкрайисполкома) небольшого промышленного города Новосибирска. С 1930-х годов основные сибирские исторические фонды и архивы находятся в распоряжении ГАНО — Государственного архива Новосибирской области. Документы учреждений и организаций волостей, округов, затем районов и городов стали собираться в единые местные архивные фонды, относящиеся к структуре коммунистической партии (райкомов), концентрировались при исторических партийных архивах (истпартах) (в дальнейшем испарты были преобразованы в территориальные Центры документации новейшей истории).
В 1920—1925 годах осуществлялись функции Губернского архива (Губархива) — сбор и сохранение архивных документов, их описание, предоставление исторических материалов, выдача справок гражданам и организациям, руководство и контроль за постановкой архивного дела в ведомственных учреждениях и в уездах Томской губернии. Уничтожение документов без ведома губархива наказывалось властью большевиков по закону. Первыми руководителями губархива были Л. Г. Любомиров и Н. Н. Бакай. Благодаря их самоотверженной работе удалось сохранить многие архивы Томска, Мариинска, Нарыма, Кузнецка. С целью подготовки квалифицированных архивных кадров Н. Н. Бакай читал в 1920—1922 годах в ТГУ лекции по архивоведению. В 1923 году губернское управление архивным делом было реорганизовано в губархивбюро при губисполкоме (с 1925 года — Томское окрархивбюро Сибкрая). В 1931 году было создано Томское отделение Западно-Сибирского краевого архивного бюро (позднее — Архивное управление). В октябре 1937 году оно было преобразовано в Томское отделение (филиал) Новосибирского государственного архива. После образования Томской области, 31 октября 1944 года был вновь, в очередной раз создан Томский архивный отдел НКВД по Томской области и Новосибирский филиал реорганизован в самостоятельный Государственный архив Томской области (ГАТО).
С конца 1930-х годов государственные архивы вошли в систему НКВД СССР (с 1946 года — в состав МВД СССР). Огромные массивы документов были засекречены (в частности, в ГАТО — около 90 тысяч единиц хранения в спецхранах). Архивные документы рассматривались прежде всего как источник оперативной информации о лицах, нелояльных к сталинскому режиму. Архивы, по сути, были закрытыми для общества. Рассекречивание документов впервые начало проходить в период первой политической «оттепели» 1956—1958 годов и в начале 1990-х годов. На эти же годы приходится подъём в исследовании архивов и в публикации документов. 1 марта 1962 года был создан архивный отдел Томского облисполкома (с выходом архивов из системы МВД СССР). Основные задачи отдела сохранились — развитие архивного дела в области, организация и контроль за работой подведомственных государственных и ведомственных архивов. При архивном отделе создана экспертно-проверочная комиссия для отбора документов на государственное хранение. Отдел стал основой АУ ТО — Архивного управления Томской области, которое организует и координирует работу крупнейшего архива (ГАТО), а также всех других государственных учреждений архивного дела на территории Томской области.
После распада СССР, в 1991 году в подчинение архивного отдела был передан интереснейший Партийный архив Томского обкома КПСС (в дальнейшем хранилище выведено в отдельное учреждение в составе областного архивного управления — в Центр документации новейшей истории Томской области).
26 октября 1995 года Государственной Думой Томской области был принят Закон «Об архивном фонде Томской области и архивах», в котором дано определение понятию «Архивный фонд Томской области», разработаны правовые основы архивного дела в области.

## Структура
В настоящее время в структура ГАТО представляет собой стандартные подразделения для ведения архивного дела входят отделы:
- документально-справочного обслуживания;
- использования и публикации документов;
- обеспечения сохранности и государственного учёта документов;
- страхового копирования, реставрации и переплёта документов;
- научно-справочного аппарата;
- комплектования и экспертизы ценности документов;
- ведомственных архивов и делопроизводства;
- автоматизированных архивных технологий[4].

## Расположение
- Почтовый адрес: улица Водяная, дом № 78, город Томск, Российская Федерация (Россия), 634009.